# Isola di Duchaylard
L'isola di Duchaylard è un'isola lunga 6 km sul lato occidentale del canale Grandidier, situata a 2 km a sud-est dell'isola di Vieugué e a 19 km a ovest di Capo Garcia, al largo della costa occidentale della Terra di Graham . Fu scoperto dalla spedizione antartica francese, 1903-05, e chiamato da Jean-Baptiste Charcot per Monsieur du Chaylard, ministro plenipotenziario francese a Montevideo, Uruguay.